# Mihai Bravu (Giurgiu)
Pour les articles homonymes, voir Mihai Bravu.
Mihai Bravu est une commune de Roumanie.
Elle est jumelée avec Aytré, France.